# Route 2 (Manitoba)
Pour les articles homonymes, voir Route 2.
La route 2 est une route provinciale de la province du Manitoba située dans le sud et le centre de la province. Elle est une route d'orientation ouest-est, parallèle à la Route Transcanadienne, la route 1 étant située en moyenne à 25 km (16 mi) au sud de celle-ci. La route 2 parcourt 315 km (196 mi) en passant par Souris, Glenboro et Treherne. La route 2 est le segment manitobain de la Red Coat Trail.

## Description du tracé

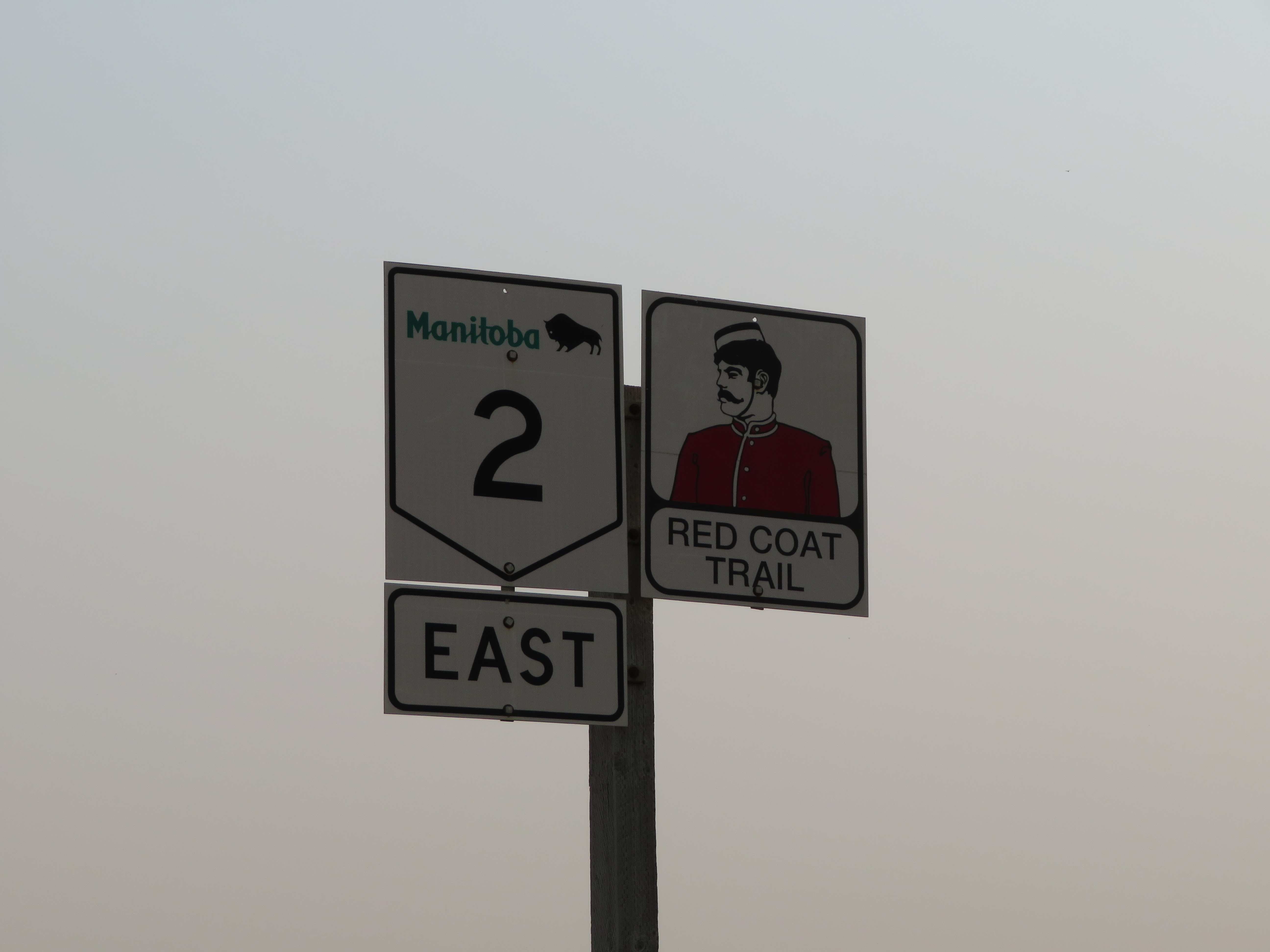
Panneaux sur la PTH-2

La route 2 débute à la frontière entre le Manitoba et la Saskatchewan, à l'est de la municipalité de Antler en Saskatchewan. Elle se dirige vers l'est sur une soixantaine de kilomètres, traversant les comtés de Pipestone et de Sifton. Elle forme ensuite un court multiplex avec la route 21, vers le nord-est. Elle forme une ligne droite sur 39 km (24 mi), traversant la ville de Souris. La route 2 se dirige par la suite vers le sud sur 5 km (3,1 mi), formant un multiplex avec la route 10. Elle contourne ensuite Wawanesa par le sud, puis se dirige vers l'est sur 40 km (25 mi), en étant une ligne droite, et en passant au nord de Glenboro. Elle se dirige ensuite toujours vers l'est pour le reste de son parcours, soit environ 100 km (62 mi). Elle prend fin au sud-ouest de Winnipeg, à Oak Bluff, sur la route périphérique de Winnipeg, la route 100, une section de la Route Transcanadienne.
L'entièreté de la route 2 est une route rurale à deux voies traversant des zones constituées des prairies du sud de la province.

## Intersections majeures
| Division                                                        | Ville         | km     | Destinations                                        | Notes                                                 |
| --------------------------------------------------------------- | ------------- | ------ | --------------------------------------------------- | ----------------------------------------------------- |
| No. 6                                                           |               | 0,00   | SK-13 ouest (Red Coat Trail) – Redvers, Weyburn     | Continue en Saskatchewan                              |
| No. 6                                                           | Sinclair      | 10,00  | PR 256 sud – Tilston                                | Terminus ouest du multiplex avec la PR 256            |
| No. 6                                                           |               | 14,00  | PR 256 nord – Cromer                                | Terminus est du multiplex avec la PR 256              |
| No. 6                                                           | Pipestone     | 35,00  | PTH-83 – Virden, Melita                             |                                                       |
| No. 6                                                           | Deleau        | 59,00  | PR 254 – Oak Lake Beach, Lauder                     |                                                       |
| No. 6                                                           |               | 67,00  | PTH-21 sud – Hartney                                | Terminus ouest du multiplex avec la PTH-21            |
| Limite No. 6–No. 7                                              |               | 75,00  | PTH-21 nord – Griswold                              | Terminus est du multiplex avec la PTH-21              |
| No. 7                                                           |               | 79,00  | PR 347 est                                          | Terminus ouest de la PR 347                           |
| No. 7                                                           | Souris        | 91,00  | PTH-22 sud – Elgin PR 250 nord – Alexander          | Terminus nord de la PTH-22; terminus sud de la PR 250 |
| No. 7                                                           |               | 106,00 | PR 348 nord                                         | Terminus sud de la PR 348                             |
| No. 7                                                           |               | 113,00 | PTH-10 nord (John Bracken Highway) – Brandon        | Terminus ouest du multiplex avec la PTH-10            |
| No. 7                                                           |               | 118,00 | PTH-10 sud (John Bracken Highway) – Boissevain      | Terminus est du multiplex avec la PTH-10              |
| No. 7                                                           | Nesbitt       | 125,00 | PR 346 sud – Margaret                               | Terminus nord de la PR 346                            |
| No. 7                                                           |               | 133,00 | PR 344 est – Wawanesa                               | Terminus ouest de la PR 344                           |
| No. 7                                                           |               | 139,00 | PR 340 nord – Wawanesa                              | Terminus sud de la PR 340                             |
| No. 7                                                           |               | 144,00 | PTH-18 sud – Killarney                              | Terminus nord de la PTH-18                            |
| No. 7                                                           |               | 147,00 | PR 530 nord                                         | Terminus nord de la PR 530                            |
| No. 7                                                           | Glenboro      | 167,00 | PTH-5 (Parks Route) – Carberry, Baldur, Cartwright  |                                                       |
| Limite No. 7–No. 8                                              | Cypress River | 180,00 | PR 342 sud – Glenora                                | Terminus nord de la PR 342                            |
| No. 8                                                           | Holland       | 196,00 | PTH-34 – Austin, Pilot Mound                        |                                                       |
| No. 8                                                           | Treherne      | 209,00 | PR 242 sud – Somerset                               | Terminus ouest du multiplex avec la PR 256            |
| No. 8                                                           |               | 213,00 | PR 242 nord – Rossendale                            | Terminus est du multiplex avec la PR 256              |
| No. 8                                                           | Rathwell      | 219,00 | PR 244 sud – Notre-Dame-de-Lourdes                  | Terminus nord de la PR 244                            |
| No. 8                                                           |               | 227,00 | PR 305 – Long Plain                                 |                                                       |
| No. 9                                                           | Saint-Claude  | 233,00 | PR 240 – Portage la Prairie, Roseisle, Saint-Claude |                                                       |
| No. 9                                                           | Elm Creek     | 259,00 | PTH-13 – Oakville, Carman                           |                                                       |
| No. 9                                                           |               | 261,00 | PR 247 – Sanford                                    | Terminus ouest de la PR 247                           |
| No. 9                                                           | Fannystelle   | 278,00 | PR 248 – Elie                                       |                                                       |
| No. 10                                                          | Starbuck      | 290,00 | PR 332 – Dacotah, Brunkild                          |                                                       |
| No. 10                                                          |               | 298,00 | PR 424 nord – Springstein                           | Terminus sud de la PR 424                             |
| No. 10                                                          |               | 302,00 | PR 334 sud – Sanford                                | Terminus ouest du multiplex avec la PR 334            |
| No. 10                                                          |               | 306,00 | PR 334 nord – Headingley                            | Terminus est du multiplex avec la PR 334              |
| No. 10                                                          | Oak Bluff     | 313,00 | PTH-3 – Winnipeg, Carman                            |                                                       |
| No. 10                                                          |               | 315,00 | PTH-100 est (Perimeter Highway) – Kenora            | Pas d'accès vers PTH-100 ouest                        |
| - Terminus de multiplex - Accès incomplet - Transition de route |               |        |                                                     |                                                       |